# La Flûte à six schtroumpfs
La Flûte à six schtroumpfs (prt: A Flauta dos Seis Schtroumpes; br: Os Smurfs e a Flauta Mágica) é um filme de animação belga feito nos Belvision Studios em 1975, baseado no álbum de mesmo nome da série de quadrinhos franco-belga Johan e Pirlouit de Peyo.
Embora o filme tenha estreado em 1975 na Bélgica e em 1979 no Reino Unido, uma versão em inglês não foi lançada nos Estados Unidos até 1983, após a nova popularidade dos Schtroumpfs. Em Portugal, o filme estreou-se no dia 30 de maio de 1980, enquanto no Brasil, o filme foi lançado em VHS na década de 1990.
Embora os Schtroumpfs tenham um papel importante no filme, eles não aparecem até 35 minutos após o início do mesmo. A trama, ambientada na Idade Média, envolve principalmente Johan e Peewit, um jovem escudeiro e seu companheiro bobo da corte. Johan e Pirlouit também foram criados por Peyo em 1952 e foi em suas aventuras que os Schtroumpfs foram introduzidos pela primeira vez em 1958.
O filme não foi produzido pela Hanna-Barbera, criadora da série de televisão The Smurfs, mas sim pela Belvision Studios de Bruxelas e Éditions Dupuis. O talento de voz desse programa também não estava presente na versão em inglês; em vez disso, o trabalho foi conduzido por uma equipe não sindical cujos membros haviam aparecido anteriormente em dublagens de anime para a televisão americana.
Uma apresentação da empresa de cinema independente Atlantic Releasing nos Estados Unidos, The Smurfs and the Magic Flute, arrecadou mais de 19 milhões de dólares. O sucesso do filme levou à criação da Clubhouse Pictures, a divisão de filmes infantis da Atlantic.
A dublagem em inglês do filme foi apresentada em som Dolby Stereo.

## Enredo
A história se inicia em um castelo durante a Idade Média. Um dia, um comerciante traz instrumentos musicais para vender a Pirlouit, o bobo da corte, mas como Pirlouit é um músico terrível, o rei expulsa o comerciante antes que ele chegue. No entanto, ele deixou para trás uma flauta que tem apenas seis buracos. O rei joga na lareira do seu quarto, que começa a emitir fumaça verde. Quando o fogo se apaga, Pirlouit recupera a flauta das cinzas ilesa. Ele a limpa e começa a tocá-la por todo o castelo, percebendo que faz todos dançarem quando é tocada.
Naquela noite, um homem chamado Matthew McCreep descobre pelo comerciante que a mesma flauta que procurava está no castelo. Ele se dirige ao castelo e rouba a flauta de Pirlouit. O rei envia Pirlouit e o jovem cavaleiro Johan para pegar McCreep, que usa a flauta para roubar o dinheiro das pessoas. No entanto, McCreep usa a flauta para detê-los. Johan e Pirlouit então vão para a casa de Homnibus, o mago. Usando um feitiço chamado Hypnokenesis, o mago envia Johan e Pirlouit para a Vila Schtroumpf, onde a flauta mágica foi construída.
Ao chegar, eles encontram um Schtroumpf que os leva à vila. Le Grand Schtroumpf cumprimenta os dois e diz que eles farão uma nova flauta para contrariar a flauta de McCreep. Os Schtroumpfs vão para a floresta e cortam uma árvore enorme para obter madeira do centro do tronco, pois apenas esse tipo de madeira pode ser útil na criação de uma flauta mágica. Depois, eles comemoram com uma festa. No entanto, quando Le Grand Schtroumpf está prestes a dar a flauta para Johan e Pirlouit, os dois são levados de volta para a casa do mago. Homnibus tenta o feitiço novamente, mas desmaia de dor de cabeça.
Enquanto isso, McCreep, que já roubou mais de 7.000 peças de ouro, chega ao castelo de seu parceiro secreto, Earl Flatbroke. McCreep conta a Flatbroke sobre seu plano de ir a uma ilha para contratar pessoas para um exército que levaria a guerra ao castelo do rei; felizmente, dois Schtroumpfs estavam ouvindo isso. De volta à casa do mago, os Schtroumpfs se reagrupam com Johan e Pirlouit e dão a eles a flauta mágica. Então eles vão para o porto de Terminac, onde McCreep zarpa para a ilha. No entanto, eles chegam tarde demais. Le Grand Schtroumpf conta a Johan e Pirlouit sobre o castelo de Flatbroke e Johan propõe um plano.
Flatbroke recebe uma carta de McCreep (escrita por Johan) para vir para a ilha. Ele segue para Terminac para embarcar em um navio onde Johan e Pirlouit também estão a bordo disfarçados, além de Le Grand Schtroumpf e outros três. Eles vão para a ilha onde Johan e Pirlouit seguem o Flatbroke. De repente, Pirlouit fica cara a cara com McCreep e os dois começam a tocar flauta um contra o outro. Os dois ficam exaustos logo depois, mas Pirlouit derruba McCreep com uma nota final.
Com McCreep e Flatbroke sendo trazidos de volta ao castelo e todo o dinheiro roubado recuperado, Pirlouit agora tem duas flautas mágicas. Johan diz a ele que as flautas são perigosas e devem ser devolvidas aos Schtroumpfs, mas Pirlouit começa a esculpir uma flauta falsa para dar a eles. No castelo, Johan e Pirlouit devolvem as flautas aos Schtroumpfs e, depois que partem, Pirlouit começa a tocar flauta, apenas para perceber (para seu horror) que isso não afeta os habitantes da cidade: é a flauta falsa que ele fez!

## Elenco
- Georges Atlas como Sénéchal
- Jacques Balutin
- Angelo Bardi
- Jacques Ciron como Visitante
- William Coryn como Johan
- Henri Crémieux como Homnibus
- Roger Crouzet como Schtroumpf #2
- Jacques Dynam
- Michel Elias como Papai Schtroumpf
- Ginette Garcin como Dame Barde
- Henri Labussière como Pescador
- Jacques Marin
- Albert Médina como Torchesac
- Michel Modo como Pirlouit
- Georges Pradez como Rei
- Serge Nadaud como Guarda / Pessoa Surda / Oliver / Vendedor de Prata
- Jacques Ruisseau como Schtroumpf #1

## Inspiração
O filme é baseado em La Flûte à six trous ("A Flauta com Seis Buracos"), que apareceu na revista semanal belga de quadrinhos Spirou, em 1958/59. As publicações subsequentes do álbum o renomearam como La Flûte à six Schtroumpfs ("A Flauta com Seis Schtroumpfs"), que também era o título francês do filme.
Em 2008, foi publicado um preâmbulo Les Schtroumpfeurs de flûte (lit. "Os Schtroumpfs da Flauta"), marcando o 50º aniversário da história original para apresentar os Schtroumpfs. Esta história conta como os Schtroumpfs fazem a flauta mágica e como ela acaba nas mãos de um comerciante humano.

## Produção e liberação
Peyo, o criador dos Schtroumpfs, supervisionou a produção de La Flûte à six schtroumpfs na Belvision de Bruxelas em 1975. O filme foi baseado no álbum de quadrinhos de Peyo, com o mesmo nome, e no nono, com sua dupla de personagens, Johan e Peewit.[carece de fontes?] A trilha sonora foi escrita por Michel Legrand, um vencedor recente do Oscar no Summer of '42 e o original Thomas Crown Affair. Foi lançado um ano depois na Bélgica, sua terra natal, e em alguns territórios europeus posteriormente. Uma adaptação de livro do filme, de Anthea Bell, foi publicada na Grã-Bretanha por Hodder e Stoughton em 1979 (ISBN 0-340-24068-7).
Não foi até o sucesso do desenho Os Smurfs, da Hanna-Barbera, que Flute começou a ganhar atenção generalizada: no início dos anos 80, Stuart R. Ross, chefe da First Performance Pictures Corporation, adquiriu os direitos americanos do filme por 1.000.000 de dólares. Ao fazer isso, ele vendeu esses direitos à Tribune Entertainment (televisão), Vestron Video (vídeo caseiro) e Atlantic Releasing (teatral).
A dublagem em inglês do filme não foi realizada pelos membros do elenco de Hanna-Barbera, mas por talentos não sindicais que estavam contribuindo na época para versões americanas de anime importado. John Rust, o diretor desta dublagem, apareceu como uma das vozes.
O lançamento norte-americano de Flute, cortesia de Ross's First Performance e Atlantic, arrecadou 11 milhões de dólares em um máximo de 432 locais, o mais alto valor já registrado em uma produção que não é da Disney até The Care Bears Movie em 1985, e estava entre os cinco melhores filmes de todos os tempos da Atlantic nas bilheterias. Graças ao seu sucesso, a Atlantic lançou vários outros recursos animados, muitos dos quais foram distribuídos pela subsidiária infantil de curta duração, a Clubhouse Pictures.
O pôster teatral do filme ostentava: "É o PRIMEIRO e ÚNICO filme dos Smurfs... de todos os tempos!" Antes de Flute, no entanto, um recurso de compilação em preto e branco, Les Aventures des Schtroumpfs, foi lançado na Bélgica em meados da década de 1960 e havia sido esquecido quando este filme estreou nos EUA em 1983.
O filme apresenta Le Grand Schtroumpf, Schtroumpf à Lunettes, Schtroumpf Grognon, Schtroumpf Costaud (chamado "Strong-man Smurf" na dublagem britânica) Schtroumpf Bricoleur, Schtroumpf Maladroit, Schtroumpf Gourmand (chamado "Querida" na dublagem americana), Schtroumpf Poeta, Schtroumpf Agricultor, e um novo personagem, Schtroumpf Festivo ("Smurf Ator" na dublagem americana) - que gostava de cantar e dançar e cuja prioridade era querer fazer uma festa.
No entanto, diferentemente dos desenhos animados de Hanna-Barbera, todos os Schtroumpfs (com exceção de Le Grand Schtroumpfs, Schtroumpf Grognon e Schtroumpf à Lunettes) são parecidos e não têm seus atributos de marca registrada, assim como nos quadrinhos originais. O humor também está mais próximo dos quadrinhos. Em vez de ser simbolicamente jogado fora, o Schtroumpf à Lunettes está constantemente sendo atingido com um martelo pelos outros Schtroumpfs simplesmente por falar demais.
Os personagens Gargamel, Azrael e Schtroumpfette não estão presentes no filme.
A dublagem do Reino Unido é diferente da versão americana. Muitos dos nomes estão errados (por exemplo, os nomes de Johan e Pirlouit, ou Johan e Peewit nos Estados Unidos, se tornam John e William, respectivamente), e vários Schtroumpfs são chamados pelos nomes errados.
O filme foi lançado originalmente em VHS e laserdisc em setembro de 1984 pelo mencionado Vestron Video. Em 1987, a Children's Video Library lançou o filme em um corte de 43 minutos, retirando mais de meia hora de material, reeditado no final da década pelos descontos dos rótulos Video Treasures e Avid Home Entertainment.
Uma versão em DVD foi lançada pela Morningstar Entertainment em 2008; mais tarde foi relançado pela Shout! Factory em 14 de agosto de 2012. O filme também foi lançado em DVD no Canadá pela Vivendi Entertainment em 22 de novembro de 2011. É a dublagem do Reino Unido proveniente de mestres PAL que está disponível em DVD.
O filme foi lançado em DVD e Blu-Ray no Reino Unido em 11 de outubro de 2010.
Por motivos desconhecidos, o serviço Netflix e VUDU na América atualmente transmite a dublagem formatada em PAL no Reino Unido.

## Recepção
Sobre The Smurfs and the Magic Flute, o historiador de animação Jerry Beck escreveu em seu Animated Movie Guide: 
O filme é bom? É entretenimento aceitável apenas para os completistas dos Smurfs. Caso contrário, mamãe e papai terão dificuldade em lidar com este. Não há sequências de destaque, nada de particularmente agradável, nem é artisticamente interessante. É um desenho animado de televisão estendido para preencher 74 minutos. Como parte da cultura pop da década de 1980, os Smurfs são ícones clássicos, e o valor da nostalgia por si só pode valer a pena dar uma olhada no filme. 
O filme foi um grande sucesso nas bilheterias e, junto com The Care Bears Movie, ajudou a lançar a Clubhouse Pictures e iniciou a tendência de filmes de animação que foram lançados na tela grande nos anos 80.